# Kerstin Asbar
Kerstin Asbar (* 1969 in Kiel) ist eine ehemalige deutsche Volleyball- und Beachvolleyballspielerin.

## Sportliche Karriere Halle
Kerstin Asbar begann 1979 mit dem Volleyball. Sie spielte in der Zweiten Bundesliga und Regionalliga bei der FT Adler Kiel.

## Sportliche Karriere Beach
Kerstin Asbar belegte bei der Deutschen Meisterschaft am Timmendorfer Strand 1994 an der Seite von Andrea Marunde Platz drei.

## Privates
Kerstins Bruder Ralph spielte ebenfalls Volleyball bei der FT Adler Kiel. Er war außerdem Schüler eines der ersten Jahrgänge des Volleyball-Internats Frankfurt-Hoechst.